# Зура
Зура́ (удм. Зури) — село в Игринском районе Удмуртии, где является вторым по величине населённым пунктом, административный центр Зуринского сельского поселения.
Расположено в 19 км к востоку от Игры и в 85 км к северу от Ижевска. Через село протекает река Ита, правый приток Лозы. Рядом с селом проходит трасса Р242, до постройки объездной дороги проходившая напрямую через село.

## История
В официальных летописях Зура впервые упоминается в 1646 году, при этом она уже состояла из 11 дворов.
В XIX веке через село стал проходить Сибирский тракт, участок которого соединял Казань и Екатеринбург. Для нужд тракта в селе были построены почтовая станция и этапная тюрьма (здание которой в XX было передано земскому училищу, а в 1976 году было признано памятником федерального значения).
До революции Зура входила в Игринскую волость Глазовского уезда Вятской губернии. По данным десятой ревизии в 1859 году в 113 дворах казённого села Зуринское при речке Ите проживало 907 человек.
В 1918 году становится центром вновь образованной Зуринской волости, а в 1929 году — Зуринского района. В 1956 году Зуринский район упраздняется и село входит в Игринский район.
В 1847 году в Зуре был открыт приход, а в 1847 построена деревянная церковь, освящённая в честь Святителя Митрофана Епископа Воронежского. В 1894 году строится новая каменная церковь. В 1938 году постановлением Президиума ВС УАССР церковь закрывается, после чего долгое время остаётся бесхозной. В 90-е годы здание было возвращено православным, а в 2001 году признано объектом культурного наследия регионального значения. На площади перед церковью проходил Митрофановский базар, на который съезжались жители окрестных деревень.
В селе родился Герой Советского Союза Спиридон Стрелков.

## Население
| 2009 | 2010  | 2012  |
| ---- | ----- | ----- |
| 2880 | ↘2595 | ↘2584 |

## Экономика и социальная сфера
Главным предприятием села является ООО «Зуринский Агрокомплекс», преобразованное из совхоза «Зуринский». Кроме него: ООО «Зура Лен», ООО «Зура-Агро», ООО «Зуринский мясокомбинат».
В Зуре работают Филиал Дворца Культуры и Спорта «Нефтяник», средняя общеобразовательная школа, школа-интернат, детские сады № 1, 2, филиал Игринской школы искусств № 2, филиал Игринского краеведческого музея, участковая больница, фельдшерско-акушерский пункт.
- Мемориал погибшим в Великой Отечественной войне
- Памятник Стрелкову М. С.
- Этапная тюрьма, где содержались декабристы
- Сосна обыкновенная (возраст более 360 лет)